# Heinrich Albrecht
Heinrich Karl Wilhelm Albrecht (Rastede, 1856. március 16. – Berlin, 1931. november 9.) német szociálpolitikus, a házszövetségek egyik úttörője.

## Élete
Adolf Friedrich Bernhard Albrecht gyógyszerész és felesége, Dorothea Philippine fia volt. A verdeni gimnáziumban tanult, majd 1875 és 1880 közt a hannoveri Gottfried Wilhelm Leibniz Egyetemen mérnöki tudományokat, 1884 és 1888 közt a berlini Humboldt Egyetemen politológiát hallgatott. 1892-től a Zentralstelle für Volkswohlfahrt kutatási asszisztense volt. 1906 és 1910 közt a berlini Handels-Hochschule részmunkaidős tanáraként tevékenykedett. 1907-ben a Zentralstelle für Volkswohlfahrt ügyvezető igazgatója lett. E minőségében 1920-ig kiadója volt a szövetség Concordia című kiadványának, ezen felül 1898 és 1927 közt kiadta a műszaki és higiéniai témákkal foglalkozó Technische Gemeindeblatt című közlönyt is. 1902-ben megalapította a Zeitschrift für Wohnungsreform című magazint is, amelyet 25 éven át vezetett. 1897-ben egyesítette az épületszövetkezeteket Verband der auf der Grundlage des gemeinschaftlichen Eigentums stehenden Baugenossenschaften név alatt. Később ebből alakult ki a Vereinigung deutscher Baugenossenschaftsverbände és a Hauptverband deutscher Baugenossenschaften. Munkásságában elsősorban a munkások jólétével, a magán- és közjólét előmozdításával foglalkozott. Munkaterületei közt voltak a lakásreform, a lakhatási jólét és a házfelügyelet problémái is. 
1993-ban Cottbusban utcát neveztek el róla, az átnevezést a Gemeinnützigen Wohnungsbaugenossenschaft (ma: eG Wohnen 1902) kérte, amelynek székhelye ebben az utcában található.

## Munkái
- Bericht über die deutsche Hygiene-Ausstellung, 3 Bände, 1886
- Die Volkswirtschaftliche Bedeutung der Kleinkraftmaschinen, 1889
- Gewerbehygiene und Arbeiterwohlfahrtsbestrebungen, 1890
- Die Wohnungsnot in den Großstädten und die Mittel zu ihrer Abhilfe, 1891
- Musterstätten persönlicher Fürsorge von Arbeitgebern für die Geschäftsangehörigen, 1892
- Handbuch der Praktischen Gewerbehygiene mit besonderer Berücksichtigung der Unfallverhütung, 1896
- Das Arbeiterwohnhaus: gesammelte Pläne von Arbeiterwohnhäusern und Ratschläge zum Entwerfen solcher auf Grund praktischer Erfahrungen, 1896
- Wohnungsstatistik und Wohnungsenquête, 1896
- Bau von kleinen Wohnungen durch Arbeitgeber, Stiftungen, gemeinnützige Baugesellschaften und in eigener Regie der Gemeinden, 1901
- Die Wohnungsfrage in Frankreich, Schweden, Dänemark, 1901
- Die Entwicklung der Baugenossenschaften in Deutschland, 1902
- Handbuch der sozialen Wohlfahrtspflege, 1902
- Städtisches Wohn- und Siedlungswesen, 1915

## Fordítás
- Ez a szócikk részben vagy egészben  a   Heinrich Albrecht (Politiker, 1856) című német Wikipédia-szócikk ezen változatának fordításán alapul.  Az eredeti cikk szerkesztőit annak laptörténete sorolja fel. Ez a jelzés csupán a megfogalmazás eredetét és a szerzői jogokat jelzi, nem szolgál a cikkben szereplő információk forrásmegjelöléseként.